# Daniel Kempin
Daniel Kempin (* 22. Juli 1964 in Wiesbaden) ist ein deutscher Kantor des Egalitären Minjan, der Gemeinschaft liberaler Juden, innerhalb der jüdischen Gemeinde Frankfurt/Main, Sänger und Gitarrist.

## Leben
Daniel Kempin, der Sohn des Kirchenmusikers an St. Bonifatius, Peter Kempin, studierte zunächst klassische Gitarre und Musik in Darmstadt, im Anschluss hieran Judaistik an der Johann Wolfgang Goethe-Universität in Frankfurt am Main und in Jerusalem, wo er eine Sammlung von rund 6000 jiddischen Liedern anlegte. Auch während des irakischen Raketen-Bombardements auf Israel im Golfkrieg verließ Daniel Kempin die Talmud-Hochschule nicht. Nach zehnjährigen Überlegungen bekannte sich der Sohn eines katholischen Kirchenmusikers zum Judentum, womit er die Entscheidung seiner Großmutter rückgängig machte. Diese hatte sich, ebenso wie Kempins Mutter, aufgrund der nationalsozialistischen Verfolgung taufen lassen.
In Großbritannien und Israel belegte er Intensivsprachkurse in Jiddisch. Seit 1983 gibt er auch international Konzerte mit jüdischen Liedern, unter anderem in der Schweiz, in Luxemburg, Großbritannien, Polen, Russland, Litauen, Lettland, Israel und den USA. 1992 begann seine Zusammenarbeit mit dem Violinisten Dimitry Reznik (* 1969 in Petrosawodsk), der dem Ensemble der Kölner Philharmonie angehört. Auch mit Kursen und Workshops hat Kempin zur Tradierung des jiddischen Liedgutes beigetragen.
Seine dritte CD mir lebn eybik! von 1994 erhielt den Preis der deutschen Schallplattenkritik, ein Erfolg, den Kempin 1998 mit seiner sechsten CD benkshaft („Sehnsucht“) wiederholen konnte. Die Aufnahme für sein viertes Album Krakow ghetto-notebook mit Liedern von Mordechaj Gebirtig aus dem Krakauer Ghetto geschah auf Einladung des Holocaust Memorial Museums in Washington, ebenso wie für sein darauffolgendes: rise up and fight! Kempin interpretierte auch den Jiddischn tojtngesang von Martin Rosebery d’Arguto.
Als Vorstandsmitglied gehört Kempin dem 1994 gegründeten Kehillah Chadascha e. V. an, der 2000 als Egalitärer Minjan in der Jüdischen Gemeinde Frankfurt am Main konstituiert wurde.

## Veröffentlichungen
1994–1995: Rosinkess mit mandlen. Jiddische Wiegenlieder als Spiegel jüdischen Lebens in Osteuropa. In: musikblatt. Zeitschrift für Gitarre, Folklore und Lied Jg. 21 (1994), Nr. 168 (5/94), S. 23–26; Nr. 169 (6/94), S. 29–34; Nr. 170 (1/95), S. 23–27; Nr. 171 (2/95), S. 31–33; Nr. 172 (3/95), S. 21–30 ISSN 0172-8989
2011: Schiru! Singt!: 60 hebräische Lieder = Chirou! Chentez! Gütersloh: Gütersloher Verlagshaus. ISBN 978-3-579-05934-1

## Diskographie
- 1990: gesang un tants. Das 2. Festival des Jiddischen Liedes in Fürth
- 1992: mazl un shlamazl. Jiddische Lieder. Melisma
- 1994: mir lebn eybik! lider fun getos un lagern. Melisma
- 1995: Krakow ghetto-notebook. Koch international classics
- 1996: rise up and fight! Songs of Jewish partisans. Theodore Bikel with Daniel Kempin (guitar) and others. United States Holocaust Memorial Museum
- 1998: benkshaft. Melisma
- 2002: Profolk. Die CD zum Preis für Folk, Lied und Weltmusik in Deutschland. TFF Rudolstadt (darin, gemeinsam mit Dimitry Reznik: Oy, mame, bin ikh farlibt; Yoshke fort avek; Vot ken yu makh – s’iz Amerike)
- 2006: O bittre Zeit. Lagerlieder 1933 bis 1945. Hrsg. v. Fietje Ausländer, Susanne Brandt und Guido Fackler. 3 CDs, Papenburg, Dokumentations- und Informations-Zentrum (DIZ) Emslandlager (darin: Nisht keyn roshinkes; Tsu eyns, tsvey, dray), ISBN 978-3-926277-14-5

## Auszeichnungen
- Preis der deutschen Schallplattenkritik 1994
- SWR-Liederbestenliste im Juli, August und September 1998
- Preis der deutschen Schallplattenkritik 1998
- RUTH - Der deutsche Weltmusikpreis 2002